# Monolene danae
Monolene danae is een straalvinnige vissensoort uit de familie van botachtigen (Bothidae). De wetenschappelijke naam van de soort is voor het eerst geldig gepubliceerd in 1937 door Bruun.
De soort komt voor in de oostelijke Grote Oceaan op zeebodems op een diepte tussen 300 en 400 m.